# Nodaria stellaris
Nodaria stellaris är en fjärilsart som beskrevs av Butler. Nodaria stellaris ingår i släktet Nodaria och familjen nattflyn. Inga underarter finns listade i Catalogue of Life.